# Wellard (Nyugat-Ausztrália)
Wellard Perth metropolisz egyik külvárosa Ausztráliában, Nyugat-Ausztrália területén, Kwinana város területén belül. A külváros neve egyik régi telepesről, John Wellardról kapta nevét, aki 1860-ban egy birtok tulajdonosa volt innen 7,5 kilométernyire délkeletre. 1923-ban egy kormányzati townsite-ot hoztak létre nevével, majd 1960-ban ezt megszüntették. Wellard nevét külvárosként 1978 márciusában fogadták el. A 2011-es ausztráliai népszámlálás idején 3246 lakosa volt. Az ausztrál ABS televízió felmérése szerint Wellard lakosságát főleg technikusok és kereskedők (21,7%), valamint egyházi és közigazgatási dolgozók (17,1%), szakmunkások (14,9%), menedzserek (9,3%) és munkások (8,6%) alkotják.
A település Perth első tömegközlekedés-központú fejlesztése, amely a Perth–Mandurah-vasútvonalon fekszik és nem csupán vonattal, de busszal közlekedve is gyors elérhetőséget biztosít például Kwinana és Rockingham felé. A wellardi vasútállomás a közösség központjában helyezkedik el, melyet a központhoz illeszkedő kereskedelmi, közösségi és lakóépületek öveznek, melyek közül több is kevert használatú, azaz például lakóépületek aljában boltok találhatóak. A lakóövezeti részen megtalálhatóak a városias apartmanok és a lakók saját tulajdonú lakóházai is.
Egy új kereskedelmi negyed áll tervezés alatt, mely a Wellard teret kötné össze a vasútállomás környékével, mintegy főutcát formálva. A Woolworths már alá is írt egy hosszú távú szerződést a negyedben való működésre, amit várhatóan további üzletek, illetve gyorséttermek követhetnek.

## Tömegközlekedés
A wellardi vasútállomás 37,3 kilométernyire fekszik Perth városközpontjától, amely kevesebb, mint 30 perc utazást jelent a helyi lakosság számára. Mandurah állomás irányába az utazási idő mintegy 22 perc.

## Fordítás
Ez a szócikk részben vagy egészben  a   Wellard, Western Australia című angol Wikipédia-szócikk ezen változatának fordításán alapul.  Az eredeti cikk szerkesztőit annak laptörténete sorolja fel. Ez a jelzés csupán a megfogalmazás eredetét és a szerzői jogokat jelzi, nem szolgál a cikkben szereplő információk forrásmegjelöléseként.